# Pietro Gussalli Beretta
Pietro Gussalli Beretta est un entrepreneur italien, président et directeur général de plusieurs entreprises, notamment au sein du groupe éponyme (en).

## Jeunesse et études
Pietro Gussalli Beretta est né à Brescia en Italie le 28 février 1962,.
Pietro Gussalli Beretta a obtenu un diplôme en économie et en administration des affaires.

## Carrière
En 1995, Pietro Gussalli Beretta a restructuré le groupe Beretta Holding, qu'il gère avec son père Ugo Gussalli Beretta et son frère Franco Gussalli Beretta. Pietro Gussalli Beretta a lancé une stratégie de développement de l'entreprise visant à étendre la présence internationale de Beretta Holding et sa gamme de produits,, en profitant notamment du réarmement européen déclenché à la suite de l'invasion de Ukraine, par le biais d'acquisitions financées par la trésorerie.
Pietro Gussalli Beretta a été impliqué dans d'autres entreprises telles que UBI Banca, Lucchini RS et Sanlorenzo, spécialisé dans la production de yachts de luxe, dont il a démissionné en 2023 à cause de ses engagements dans d'autres sociétés internationales,.
Il est également président de la Fondation Beretta. Créée en 1981 par le Dr Pier Giuseppe Beretta, c'est une organisation à but non lucratif qui promeut la recherche et la thérapie contre le cancer.

## Vie privée
Pietro Gussalli Beretta a eu une fille, Maria Teresa. Il pratique la chasse et collectionne l'art moderne et oriental.